# Scarbro (Virginia Occidental)
Scarbro es un lugar designado por el censo ubicado en el condado de Fayette en el estado estadounidense de Virginia Occidental. En el Censo de 2010 tenía una población de 486 habitantes y una densidad poblacional de 275,54 personas por km².

## Geografía
Scarbro se encuentra ubicado en las coordenadas 37°57′4″N 81°10′14″O / 37.95111, -81.17056. Según la Oficina del Censo de los Estados Unidos, Scarbro tiene una superficie total de 1.76 km², de la cual 1.76 km² corresponden a tierra firme y (0.15%) 0 km² es agua.

## Demografía
Según el censo de 2010, había 486 personas residiendo en Scarbro. La densidad de población era de 275,54 hab./km². De los 486 habitantes, Scarbro estaba compuesto por el 95.68% blancos, el 2.06% eran afroamericanos, el 0% eran amerindios, el 0% eran asiáticos, el 0% eran isleños del Pacífico, el 0.21% eran de otras razas y el 2.06% pertenecían a dos o más razas. Del total de la población el 0.41% eran hispanos o latinos de cualquier raza.